# 1752 en philosophie
Chronologie de la philosophie
- 1748
- 1749
- 1750
- 1751
- 1752
- 1753
- 1754
- 1755
- 1756

L’année 1752 a été marquée, en philosophie, par les événements suivants :

## Publications
- David Hume  : Political Discourses Édimbourg, A. Kincaid et A. Donaldson, 1752 - tr.fr. Discours politiques

- Jean-Jacques Rousseau  : 
  - Le Devin du village — La représentation à Fontainebleau devant le roi le 18 octobre 1752 est un succès ; celle à l'Opéra le 1er mars 1753, un désastre;
  - Narcisse ou l’Amant de lui-même — Comédie représentée par les comédiens ordinaires du roi, le 18 décembre 1752.

## Décès
- 16 juin : Joseph Butler (né le 18 mai 1692 à Wantage, Berkshire), est un philosophe et théologien britannique[1]. Il s’inscrit dans une approche religieuse de l’univers, par le biais de la religion "naturelle" et du déisme[2].